# Charvatce
Charvatce település Csehországban, a Mladá Boleslav-i járásban. Charvatce Jabkenice, Kosořice, Smilovice és Chudíř településekkel határos. Lakosainak száma 377 fő (2024. január 1.).

## Népesség
A település lakosságának változását az alábbi diagram mutatja:
| Lakosok száma | 262  | 352  | 302  | 266  | 199  | 182  | 262  | 295  | 347  | 377  |
|               | 1869 | 1890 | 1921 | 1950 | 1980 | 2001 | 2017 | 2019 | 2022 | 2024 |